# John Howard Pyle
John Howard Pyle (Sheridan, 25 marzo 1906 – Tempe, 29 novembre 1987) è stato un politico statunitense.
È stato il governatore dell'Arizona dal gennaio 1951 al gennaio 1955. Era rappresentante del Partito Repubblicano.